# ロレンツォ・レスピーギ

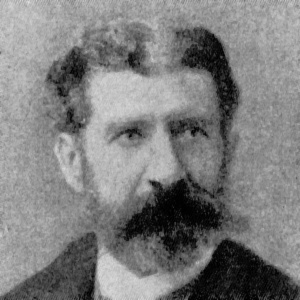
Lorenzo Respighi

ロレンツォ・レスピーギ（Lorenzo Respighi、1824年 - 1889年12月10日）は、イタリアの天文学者。

## 経歴
パルマ・ピアチェンツァ公国のコルテマッジョーレに生まれた。パルマとボローニャ大学で学んだ後、1851年にボローニャ大学の、光学と天文学の教授となった。1855年からボローニャ天文台の所長を務めた。ボローニャ天文台では C/1862 W1、C/1863 G2、C/1863 Y1の3つの彗星を発見した。1865年からローマ大学教授、カンピドリオ天文台の観測者をつとめた。1866年にイニャーツィオ・カランドレッリ(Ignazio Calandrelli;1792-1866) の後を継いで天文台長になった。
レスピーギの主な仕事は太陽や恒星のスペクトルに関するもので、1868年から太陽スペクトル研究を行った。また1875年から1881年の間の観測から北半球の1等星から6等星の2534個の星の赤緯の一覧表を製作した。